# 1274 Делпортіа
1274 Делпортіа (1274 Delportia) — астероїд головного поясу, відкритий 28 листопада 1932 року.
Тіссеранів параметр щодо Юпітера — 3,631.